# Miloslava Svobodová
Miloslava Svobodová-Wyckmans, uváděná též Miluše Svobodová (27. srpna 1936, Jičín – 8. února 2005, Mechelen, Belgie) byla sklářská výtvarnice a pedagožka, spoluzakladatelka společnosti Evropského skla.

## Život
Miloslava Svobodová absolvovala střední Uměleckoprůmyslovou školu šperkařskou v Turnově a v letech 1955-1961 studovala na Vysoké škole uměleckoprůmyslové v Praze u prof. Karla Štipla a doc. Václava Plátka. Po ukončení studia byla jmenována vedoucí výtvarnicí sklářské huti Škrdlovice a zároveň vedla dílny Ústředí uměleckých řemesel v Praze. Roku 1966 na své studijní cestě po Belgii a Nizozemsku potkala svého budoucího manžela, podnikatele Jana Wyckmanse. Krátce nato se za něj provdala a usadila se v Belgii. Manželé Wyckmansovi mají dceru Danielu Wyckmans.
V té době byl belgický sklářský sektor v útlumu a Svobodová-Wyckmans realizovala svá díla většinou v Československu ve sklářské huti Škrdlovice nebo v Crystalexu Nový Bor (1981-1984).
Roku 1984 ji požádal bývalý ředitel Institutu umění a řemesel (IKA) v Mechelenu Georges Beckers, zda by zde založila oddělení skla. Sbobodová-Wyckmans v IKA vybudovala první belgické studio, kdy bylo možné tvarování horkého skla foukáním a taveného skla ve formě. Od roku 1985 byla na Institut voor kunstambachten vedoucí a později docentkou ateliéru skla. V následujících letech až do roku 2001 věnovala většinu energie tvorbě koncepce a struktury nového oddělení i sestavení plánů pro pětiletý studijní program a dvouleté postgraduální studium. Součástí výuky byly přednášky z historie umění a řemesel, teorie zpracování skla apod. Katedra skla pod jejím vedením organizovala i sklářské workshopy, kam zvala umělce z jiných zemí. V době, kdy odešla do penze, měla katedra skla na IKA 68 studentů a její žáci vedou ateliéry skla kromě samotné IKA také v Kanadě, Antverpách nebo Velké Británii.
Kromě vedení sklářského ateliéru v Mechelen se Svobodová-Wyckmans stala spoluzakladatelku společnosti Evropského skla. V závěru života bojovala s vážnou chorobou a zemřela 8. února 2005 v Antverpách ve věku 68 let.

## Dílo
V době svého působení ve Škrdlovicích ovlivnila Miloslava Svobodová velmi inovativně tamní produkci svými návrhy silnostěnných nádob dekorovaných barevnými broky. Citlivě modernizovala místní tradiční produkci např. sérií objektů zdobených dutinami, vytvořenými za horka párou při vtlačování mokrého dřevěného kolíku.
V 80. letech vytvořila kolekci figurálních plastik z černého a bílého skla nazvanou Torza. V 70. letech tvořila pro Crystalex návrhy váz ze skla taveného ve formě a zdobeného brusem a pískováním. Během působení v Belgii navrhla soubor Kei-Schaal (Oblázkové misky) a Pin (vázy) z čirého skla jednoduchých tvarů, zdobeného křivkami podobnými bublinám.
Tavením skla do pískové formy vytvořila sérii pozitivních reliéfů nazvaných Iceman (Ledový muž).

### Zastoupení ve sbírkách (výběr)
- Corning Museum of Glass
- Moravská galerie v Brně
- Uměleckoprůmyslové muzeum v Praze

### Výstavy (výběr)
- 1965 Výtvarní umělci k výročí 20 let ČSSR, Dům U Hybernů, Praha
- 1968 Škrdlovické sklo, Východočeské muzeum v Pardubicích
- 1970 Zamiary i zapasy: 50 lat czeskiej sztuki stosowanej i plastyki przemysłowej, Muzeum Śląskie, Vratislav
- 1986/1987 Škrdlovické sklo, Okresní muzeum Žďár nad Sázavou
- 1988 IGS, Nový Bor
- 1996 Užité umění 60. let, Uměleckoprůmyslové muzeum, Brno
- 2007 České a slovenské sklo v exilu, Uměleckoprůmyslové muzeum, Brno
- 2009 Magie skla: Sklárna Beránek ve Škrdlovicích 1940-2008, Východočeské muzeum, Pardubice
- V zahraničí vystavovala na desítkách skupinových výstav od roku 1964, převážně v Nizozemsku a Belgii